# Дарк Ейдж
Дарк Ейдж (на английски: Dark Age) е немска метъл група от Хамбург, Германия, създадена през 1994 г. под името Dyer's Eve от Айке Фриз (китара, вокали), Андре Шуман (барабани) и Оливер Флигел (бас китара).

## История
През 1994 г. Айке Фриз, Андре Шуман и Оливер Флигел създават дет метъл група, наречена Dyer's Eve. Една година по-късно името е променено на Дарк Ейдж. Новото име е вдъхновено от заглавие на песен на група Vader, докато по-старото им е вдъхновено от заглавие на песен на Металика. През есента на 1995 г. записват първото си демо Doubtful Existence. През декември 1995 г. кийбордистът Мартин Райхерт и през януари 1996 г. китаристът Фин Диъркс се присъединяват към групата. Оливер Флигел напуска групата през 1996 г. След като Фин Диъркс се премества в САЩ, той е заменен от Йорн Шуберт.
През лятото на 1998 г. Дарк Ейдж записват първия си албум, озаглавен The Fall, който е издаден след договор с Remedy Records. През 2000 г. следва албумът Insurrection и те свирят на Wacken Open Air. През 2002 г. албумът The Silent Republic е записан в Stage One-studio. През 2003 г. основават собствено студио и свирят отново на Wacken Open Air.
През 2003 г. Дарк Ейдж издават колекцията си от демо песни EP Remonstrations. Те презаписват първите си демо песни. За сравнение са включени и оригиналните демо версии на песните. С изключение на първата песен, която е презапис на песен от The Fall.
През 2004 г. е записан и издаден техният едноименен албум Dark Age. Една година по-късно DVD-то Live, So Far... е записано в Markthalle в Хамбург. През 2006 г. Торстен Егерт напуска групата и се присъединява Алекс Хенке. През 2008 г. излиза албумът Minus Exitus.
Шестият им дългосвирещ албум Acedia е издаден през ноември 2009 г. Седмият им пълнометражен албум A Matter of Trust е издаден на 6 септември 2013 г. чрез AFM Records.
19 ноември 2015 г. групата обяви, че ще излезе в пауза за неопределено време по лични причини.

## Членове на групата
- Андре Шуман –	ударни (1995-до сега)
- Мартин Райхерт – клавир (1995-до сега)
- Ейке Фриз	– вокал, китари (1995-до сега)
- Йорн Шуберт –	 китари (1997-до сега)
- Алекс Хенке –	бас (2006-до сега)

| Doubtful Existence    | 1996 (Demo)           |
| Promotion Tape Winter | 1996 (Demo)           |
| The Fall              | 1998 (Demo)           |
| The Fall              | 1999 (Remedy Records) |
| Insurrection          | 2000                  |
| The Silent Republic   | 2002                  |
| Remonstrations        | 2003 (EP)             |
| Dark Age              | 2004                  |
| Live, So Far...       | 2006 (DVD)            |
| Minus Exitus          | 2008                  |
| Acedia                | 2009                  |
| A Matter of Trust     | 2013                  |